# Бребу (Димбовіца)
Бребу (рум. Brebu) — село у повіті Димбовіца в Румунії. Входить до складу комуни Рунку.
Село розташоване на відстані 102 км на північний захід від Бухареста, 30 км на північ від Тирговіште, 55 км на південь від Брашова.

## Населення
За даними перепису населення 2002 року у селі проживали 669 осіб, усі — румуни. Усі жителі села рідною мовою назвали румунську.